# 2018年泗水連環爆炸案
2018年泗水连环爆炸案是发生在印度尼西亚第二大城市泗水三座教堂发生连环恐怖袭击。2018年5月13日，圣玛丽天主教堂最先遭到袭击，紧接的是泗水中央五旬节教堂和印尼基督教堂。第四起爆炸案发生在警方搜查泗水南部徐圖利祖縣一座公寓楼时。恐怖分子意外引爆房间内的炸弹，炸死2名儿童和1名青少年。翌日，泗水市警察总部发生第五起爆炸案，两名嫌犯在入口被警方盘查时引爆炸弹。
截至5月15日中午，袭击共造成26人死亡，约50人受伤，其中多人伤势严重。袭击发生在5名警官遇害的德波警匪对峙仅仅数天后，是自2005年巴厘島爆炸案以来印尼本土死伤最惨重的恐怖袭击事件。警方调查指，自杀式炸弹袭击者是从叙利亚受训的一家人。

## 背景
据估计，2017年，上百名印尼人前往叙利亚或伊拉克为伊斯兰国而战后归国。回国人士被列入国家打击恐怖主义机构的反激进化计划及该机构和地方政府的监视名单。多起恐怖袭击，比如2016年雅加达袭击事件便是由回国人士或宣誓效忠伊斯兰国的极端分子策划的。
2016年，总统佐科·维多多要求立法部门修改于2003年和2013年发布的反恐法律。他质疑法律有效性，称政府从法律上讲不能提前逮捕雅加达袭击的嫌疑人。这次修订遭到抵制，批评者认为这标志着法律准许顺便逮捕。后来，由于印度尼西亚国家军参与了这次修法，使得军队成了执法角色，人权组织奋起反对。尽管如此，修法步步紧逼，直至因军方的参与程度和恐怖主义的法律定义争执不下，于2月底被搁置。
2018年5月8日和10日，德波机动部队总部发生警匪对峙事件，造成5名警察受伤。尽管事件和人质挟持的局面以155名暴动份子投降告终，事件结果还是警方击毙了四名据称前来“帮助囚犯暴动”的疑似恐怖分子。阿马克新闻社表示伊斯兰国对此事负责。

## 袭击
当地时间上午6点30分，圣玛丽天主教堂（SMTB）门前发生第一起爆炸。目击者声称，袭击在第一场弥撒结束后不久发生。幸存者表示嫌犯没有拿停车券便径直走进教堂。民众在大堂聚集时，多人表示看到保安在教堂入口处截停两名骑摩托车人士。不久后，袭击者引爆炸弹。爆炸当场炸死一名儿童和一名保安 。事发过程被摄像头记录下。第一则录像中，袭击者没等摩托车停好便走进教堂。片刻后，他们引爆了炸弹。第二段录像显示炸弹位于靠近入口处的前门。当时，第一场弥撒结束，人们正走出教堂，也有人进去教堂。袭击者被保安截下时立即引爆了他们的装置。爆炸发生时，进入教堂的民众开始恐慌。住在附近的人误把爆炸看成地震。教堂窗玻璃破碎，但室内装潢受损轻微。教堂入口处的建筑遭到破坏。
泗水中央五旬节教堂（GKI）在7点45分遭到第二起爆炸袭击。目击者表示袭击者是一名戴着黑色面纱，穿着黑色尼卡布的女士。她背着两个包。事发时，她带着两位同样穿黑面纱和尼卡布的小孩。这名女士进入教堂时被保安阻止。之后她抱着保安引爆了炸弹，不及后她的孩子们也引爆了身上的炸弹。爆弹声至少传出五次。保安试图阻止他们时被严重炸伤。
7点53分，第三起袭击发生在印尼基督教堂，有两枚炸弹爆炸。第一起爆炸源于一辆车。目击者认为，司机开车冲破入口大门，撞破教堂中停放的车子。当时人们正将车子开出教堂停车场 。爆炸炸毁了5辆汽车和30辆摩托车。两人伤势过重死亡。许多人在袭击中受伤，其中多名受伤严重。另一枚炸弹在同一辆车中爆炸。教堂附近还有两枚炸弹被发现，炸弹处置小组到场拆解，他们表示两枚炸弹已成功引爆，另外两个发生故障。第一次袭击发生后两分钟，医护人员便抵达现场。死亡人数最初为6人。印尼国家警察后来表示共有20人遇害，包括8名袭击者。41人受伤，其中多人伤势严重，被紧急送往附近医院。警方立即疏散封锁了地区。
晚8时许，警方在附近的徐圖利祖縣沃诺佐洛（Wonocolo）公寓楼展开搜捕行动时，第四起爆炸发生。一公寓房内的三名青年当场被炸死，但同屋的三名儿童幸存，他们都是一家人。地方警察总监马赫福德（Machfud Arifin）将军表示，爆炸受害人可能同样计划在教堂发动类似的袭击，但炸弹提前引爆了。附近居民表示他们以为爆炸是液化石油气爆燃造成的。后来警方封锁了该区域。目击者透露，爆炸中，两位11岁的孩子身负重伤，他们被立即撤出。爆炸声至少有5下。
翌日上午8点50分，泗水市警察总部（Mapolrestabes Surabaya）发生多起自杀式爆炸。东爪哇地区警察表示两名爆炸客在总部关卡处引爆炸弹，4人爆炸客当场死亡，另有4名警察、6名平民共10人受伤。监控画面拍下了爆炸瞬间。一辆汽车驶入关卡时，乘坐两辆摩托车的四名人士冲进关卡内。一群警察将摩托车截下，凶嫌立即引爆他们的爆炸装置，其中一名是女性。袭击发生后，一名疑似嫌犯女儿、被带到警察局参与袭击的8岁儿童被发现还能在现场走动，她神志恍惚，在尸体中间尖叫着。当局确认她受重伤。警方立即封锁了周边的道路，附近区域的所有企业和商铺被迫关门，警察总部的各项业务也暂时中断。

## 伤亡情况
截至5月14日，袭击共造成12名平民和13名袭击者死亡。死者包括两位分别叫伊万和内森的11岁和8岁儿童，还有两名尝试阻止凶嫌进入教堂的保安。警方表示，伤者包括一名孕妇。两位分别成功阻止袭击者进入圣玛丽天主教堂和印尼基督教堂的保安阿洛伊修斯·巴尤·伦德拉·瓦尔达纳（Aloysius Bayu Rendra Wardhana）和耶萨亚·巴扬（Yesaya Bayang）被当地人视作英雄。
伤者被送往8家医院接受治疗。印尼红十字会地方分会表示献血量激增，共有600人献血，超过平日400人的目标。

## 调查
案发后几个小时，印尼警察总长迪托·卡尔纳维安在新闻发布会上表示，袭击由伊斯兰国地方分支Jammah Ansharut Daulah策划。该组织此前策划了沙马林达教堂爆炸案，也被指责于2016年到2017年策划了一系列针对印尼警方的袭击。
他后来补充道，据目击者证词，袭击者可能是一家人。多人声称，第二起袭击前，女人和她两个12岁和9岁的女儿从一辆SUV上下来。他表示，SUV的驾驶人是他丈夫。他随后开着SUV撞进泗水中央五旬节教堂，发动第三起袭击。他们的儿子在第一起袭击中驾驶摩托车。
官方报告认为，嫌犯刚从叙利亚受“教育”回国。提奥表示，他们的家人名列政府500人监视名单。
澳大利亚迪肯大学反恐专家格雷格·巴顿（Greg Barton）教授表示，凶嫌都是“独来独往”，为避免警方的侦测，他们会故意切断和其他成员的所有通讯。他提出袭击手法类似于2015年11月巴黎袭击事件。印尼的反恐法案力度不足，去伊拉克和叙利亚很容易，加入伊斯兰国的人员不会被官方惩处。利用儿童参与恐怖袭击的问题也令人担忧。

### 动机
印尼国家警察透露，袭击由伊斯兰国直接下令。官方后来补充，袭击是对伊斯兰国印尼分支JAD和JAT领导人阿曼·阿卜杜拉赫曼（Aman Abdurrahman）遭囚禁实施的报复。
2017年8月是阿卜杜拉赫曼出狱的时间，但警方后来认为他涉嫌为2016年雅加达袭击事件的恐怖分子提供武器和资金支持，再次将他逮捕。当时，他因在亚齐训练恐怖分子服刑。
阿卜杜拉赫曼入狱后，JAD领导人的位置移交给宰纳尔·安肖里（Zainal Anshori）。然而警方声称他在菲律宾南部走私军火逮捕了他，激怒了JAD和JAT。JAD和JAT成员开始疯狂袭击平民和警察，他们的第一场大型袭击便是连环爆炸案前的2018年德波警匪对峙事件。

### 搜捕
沃诺佐洛事件发生后，印尼警方开始搜查嫌犯民宅，期间恐怖分子和警察爆发枪战。一名叫布迪·萨特里约（Budi Satrio）的恐怖分子随后被击毙。现场有2男2女被逮捕，还藏有管状炸弹。多辆救护车抵达现场。另有3名嫌犯在泗水市被捕，警方表示嫌犯在策划之后的袭击，但没有透露袭击地点。搜捕行动中共有2名嫌犯被击毙，7人被逮捕。
88特别分队之后在勿加泗、苏加武眉和展玉搜捕，其中展玉有四名恐怖分子在公交站交火时被击毙。他们携带炸药和爆炸箭矢，计划袭击机动旅总部。警方表示共全国范围内展开8次搜捕，2名恐怖分子因拘捕被击毙。

## 嫌犯
印尼国家警察和东爪哇地方警察确认爆炸案由三家人策划。阿马克通讯社表示伊斯兰国为袭击负责，袭击中使用的炸弹是伊斯兰国在伊拉克和叙利亚使用的“撒旦之母”三过氧化三丙酮。
教堂爆炸案嫌犯是一个六口之家，有父亲迪塔·阿普列昂多（Dita Uprianto）、母亲普吉·库斯瓦提（Puji Kuswati）、长子优素福·法迪勒（Yusuf Fadil，18岁）、次子菲尔曼·哈利姆（Firman Halim，16岁）、三女法迪拉·纱丽（Fadilah Sari，12岁）和幼女帕梅拉·里奇济塔（Pamela Rizkita，9岁）。普吉是印尼首位女性自杀式爆炸袭击者。蒂塔在第三次袭击中驾驶装有高强度炸药的SUV冲向印尼基督教堂。警方表示，第三起爆炸威力最猛。而那名女性是泗水市东南方306公里的外南梦的居民。印尼国家警察宣布教堂袭击案使用了三种炸弹，第三起爆炸所用的炸弹最具破坏力，足以摧毁数十辆车，点燃教堂前部。第一起袭击采用了摩托车炸弹，第二起袭击用的是炸弹带，第三起是汽车炸弹。第二起袭击中，普姬与两个12岁和9岁的女儿三名袭击者绑着炸弹。尸检显示，爆炸的强大力度撕裂了他们的胃部区域。至于第一起袭击使用的炸弹类别，调查人员仍在研判中。5月13日晚，警方突袭了泗水伦库特（Rungkut）一所寓所，发现三枚高强度炸弹，爆炸处置小队随后到场拆弹。寓所后院还藏有箭头和弓。出于调查目的，警方从屋中收走许多书籍和文件。
东爪哇地方警察确认第四起爆炸的遇难者是一组恐怖分子，他们计划在其他教堂发动恐怖袭击，是一家人。他们有父亲安东·菲布里安托（Anton Febryanto）、母亲普斯皮塔·莎莉（Puspita Sari）和17岁的长女丽塔·奥利亚·拉赫曼（Rita Aulia Rahman）。15岁的艾努尔·拉赫曼（Ainur Rahman）、11岁的法伊萨·普特利（Faizah Putri）和10岁的加里达·胡达·阿克巴（Garida Huda Akbar）。警方表示，父亲被警察击毙时，炸弹提前爆炸。警方进到房间时，安东威胁着要触发遥控。印尼国家警察透露，安东家和迪塔家关系密切，其中有两人是JAD和JAT泗水分支的成员，而迪塔本人就是JAD泗水分支的头目。
当局通过泗水警察总部袭击者随身携带的家庭证明，确认袭击者同样是一家人。父亲是50岁的特里·墨脱尼奥（Tri Murtono），母亲是43岁特里·爱娜瓦蒂（Tri Ernawati），两名儿子是16岁的穆罕默德·达利·萨提（Mohammad Dari Satri）和14岁的穆罕默德·达法·阿明（Mohammad Dafa Amin）。幸存者是8岁的艾丝（Ais），爆炸发生时她坐在父母的前面。

## 后续

### 国内反应

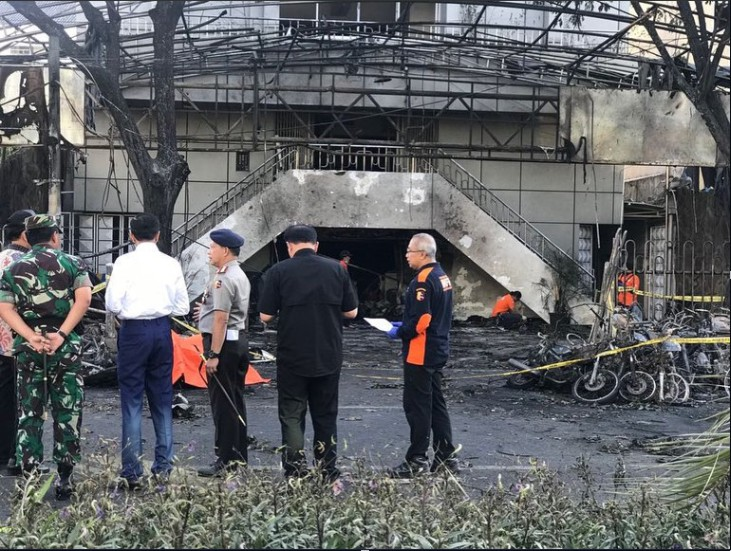
印度尼西亚总统佐科·维多多（白衣服人士）视察受袭教堂，摄于5月13日。

印尼教堂教会（Persekutuan Gereja-gereja di Indonesia）和印尼主教会议（Konferensi Waligereja Indonesia）发布声明表示哀悼，要求政治精英不要从事件中攫取利益。印尼基督教学生运动（Gerakan Mahasiswa Kristen Indonesia）呼吁总统佐科·维多多评估州的安全状况。教宗方济各在圣伯多禄大殿布道时提到袭击，要求祈祷。
多位穆斯林神职人员、印尼政治和公众人物谴责袭击。伊斯兰教士联合会总主席赛义德·阿基尔·西拉吉谴责袭击，表示“伊斯兰教谴责任何形式的暴力行为。世上没有一种宗教认可暴力是生活方式”，呼吁人们报告可能引发激进主义或恐怖主义的行为。印度尼西亚伊斯兰教士理事会谴责袭击，表示《可兰经》明显表示滥杀无辜是大罪。他们后来敦促运动处理本土的伊斯兰激进组织，杜绝此类恐怖袭击。穆罕默迪亚谴责袭击，补充称自杀式袭击（或滥杀无辜）不是圣战。穆罕默迪亚泗水分支派出人员治疗受害者。以NU旗号运营的非牟利伊斯兰青年组织安索尔青年运动谴责袭击是对人类，特别是神圣之地的邪恶袭击。组织总裁雅库特·霍利尔·库马斯（Yaqut Cholil Qoumas）敦促执法人员应对社交媒体激进化的威胁。
总统佐科飞往泗水，视察被炸教堂并探望住院伤者。他在谴责袭击时称嫌犯把未成年儿童用作自杀式炸弹袭击者的是“野蛮的”行径。他向遇难者表示哀悼，声称爆炸是“危害人类的罪行，和任何宗教无关”，补充称他已要求警察总长迪托·卡尔纳维安“将爆炸客网络连根铲起”，并保证政府会负责受害者医疗费用。如果国会不能在6月修订反恐法律，他将颁布总统令。
印尼最具争议的宗教人士、GNPF重要人物、支持雅加达省长锺万学被判刑的巴赫迪亞·纳席尔也谴责了袭击。他表示安拉会谴责，狠狠地惩罚他们，并向遇难者表示哀悼。前印度尼西亚国家军指挥官加托·努尔曼蒂约谴责袭击，表示嫌犯玷污了伊斯兰教的形象。
政界人士将袭击起因归罪于伊斯兰激进主义。印尼人民代表大会表示政府需要发动“圣战”打击恐怖分子。印度尼西亚斗争派民主党代表马辛顿·帕萨里布（Masinton Pasaribu）袭击是反人类行动和非一般的犯罪，嫌犯需被严厉惩处。印尼伊斯兰政党繁荣公正党谴责袭击，并将袭击形容为极为无政府主义的行为。党主席索希布尔·伊曼（Sohibul Iman）表示每起恐怖袭击都非常卑劣，特别是在崇拜的地方。第二大党专业集团党发言人表示袭击是一群玷污自己宗教的不负责任之徒的怯懦行径。
著名反对党人士法德利·佐恩也谴责了袭击。然而，尽管如此，许多人认为他的批评言论攻击了现任政府，因而嘲弄并言辞苛责他。他所在的大印尼运动党的政治家也一道发声谴责，但没有攻击现任政府。党主席普拉博沃·苏比安托表示哀悼，呼吁印尼民众团结一致。民主党发言人迪迪·伊利亚万（Didi Iriawan）也表达了同样的讯息。他表示袭击不可接受，呼吁严惩嫌犯。
印尼全国多地民众自发守夜。大约1000人参与泗水英雄纪念碑的守夜仪式，点燃蜡烛为遇难者祈福。万隆、勿里达和梭罗多地也举行了守夜。志愿者向幸存者免费分发义肢。

### 国外反应
美国政府谴责袭击，随后敦促美国人了解印尼的局势。英国政府向计划前往印尼的国民发布外游警示，澳大利亚也向印尼的澳大利亚民众发布外游警示。香港特别行政区政府发布外游警示，表示“计划前赴或已在当地的港人应留意局势，提高警惕，注意安全，并避开示威或人群聚集的地方。”
新加坡总统哈莉玛·雅各布和总理李显龙致函印尼吊唁，声明新加坡政府强烈谴责此次袭击。外交部也发布旅游警示。澳大利亚总理马尔科姆·特恩布尔谴责袭击并表示哀悼。日本政府和欧盟也表示哀悼并谴责袭击。
联合国秘书长安东尼奥·古特雷斯和伊斯兰合作组织秘书长尤素福·欧赛敏均表示哀悼。阿根廷、墨西哥、巴拿马和西班牙政府亦谴责袭击。

### 安保
东爪哇地区警察呼吁泗水市全市教堂全部取消周日的礼拜活动。雅加达警察厅将雅加达的恐怖警戒级别提升到最高等级的第一级，于当地时间2018年5月13日8点生效。中爪哇省、日惹省和廖内群岛省也紧随步伐提升警戒级别，印尼国家警察也将警戒状态定为全国等级。警方发言人表示警戒状态仅在警方内部生效，民众可正常生活。警方表示雅加达警戒级别无限期维持。南苏拉威西省望加锡有多达8000名军警保护全市教堂及关键地点。玛琅表示被派去保护全市教堂的警务人员有250位。
西爪哇地区宣布提升安保级别，部署大量警务人员。巴厘岛丹帕沙伍拉·赖国际机场安保增强。丹格朗的苏加诺-哈达国际机场及时展开了安全检查。
警方到场调查保护犯罪现场，包括机动部队队员和拆弹小组。警方表示撤出受害者是他们的首要重点。爆炸也促使泗水当局取消辣菜节，原计划泗水市长特丽·莉斯玛哈莉妮在晌午为节庆节目，纪念建式725周年。泗水市学校于5月14日关闭。市长后来表示考虑到安全，停课时间延长。
迪托表示是时候修改反恐法案，后来敦促印尼议会成员许多被许多人认为力度不足的法案。提奥表示，由于有了这份法案，恐怖分子轻易逃脱罪责。缺乏强有力的反恐法案，警方不能逮捕犯人，阻止恐怖袭击。如果恐怖袭击没有执行，警方理论上不能带逮捕疑似恐怖分子。许多专家纷纷支持修订法案。印尼政策分析研究院专家马克西姆斯·拉姆西斯（Maksimus Ramses）敦促政府组织修法特殊委员会。政府一旦修法，策划本次袭击的查马哈·安沙鲁特·道哈就会被政府列为恐怖组织，恐怖袭击获得迅速预防。
印尼全国恐怖威胁提高到最高等级。印尼交通部部长布迪·卡雅·蘇馬迪（Budi Karya Sumadi）命令全国各大机场和港口将安保水平提升到最高级别。

### 媒体
事发后不久Facebook启动“平安钟”功能。印尼人纷纷在社交媒体上表示哀悼、祈祷、沮丧和愤怒。标签#PrayForSurabaya（为泗水祈祷）、#BersatuLawanTeroris（携手反恐）和#WeAreNotAfraid（我们不怕）在Twitter疯传。Google、Facebook和Twitter封禁了数百个社交媒体账号，Telegram封了280个帐号。
印尼警方建议人们不要发布受害者和嫌犯的照片。印尼广播委员会建议电视新闻频道不要播出死尸等其他不雅图片。许多电视台取消原定的节目。这项公告也在电台播送。

### 阴谋论
事发后，许多人开始指责警方和政府，称袭击是假旗行动，因此警方收到许多证词。2018年5月14日，西加里曼丹省苏卡达纳一名叫Fitri Septiani Alhinduan的女子因她在Facebook发布指责政府制造爆炸案贴文疯传，被警方逮捕。她是州立中学Sekolah Menengah Pertama Negeri的校长。同日，212卫兵（Garda 212）代表Ansufri Idrus Sambo也表示爆炸案是假旗行动，其出现是用来镇压反对现任政府，要求换总统的人士。该组织因积极推动华裔的雅加达省长锺万学入狱而知名，他们的名字和2016年12月12日雅加达的示威活动有关。他表示，恐怖分子是无辜的，无须为爆炸事件负责。翌日，公务员Bukhari bin Syama'un在亚齐特区司马威因散布仇恨言论被逮捕。政治家和公众人物谴责假旗行动伦支持者，说那些人心理变态，基本上和恐怖分子没什么两样。网上也流传着炸弹还在其他地方爆炸的谣言。雅加达榴槤沙威特一名男子因在Facebook发帖称当地一座教堂也遭到袭击被捕，他承认这样做是开玩笑。

## 后续
2018年5月16日，一群人袭击了廖内省北干巴魯廖内省地方警察总部。袭击者驾驶SUV冲进警察局，撞击人群和汽车，造成两名tvOne和MNCTV受伤。警方表示蒙面歹徒持日本刀，砍倒了几个人。除一人外，所有袭击者都被击毙，一名警察殉职。两名警察和两名记者受伤。事后，警察总部周边道路无限期关闭。炸弹处置小队赶到现场，在车内找到疑似有电缆的物体。警方逮捕了从现场逃窜的袭击者。四名被击毙的袭击者是42岁的Mursalim、28岁的Suwardi、26岁的Adi Sufiyan和Daud。他们都是杜迈人。案发后，警方突袭了首府北干巴鲁北部178公里的杜迈，当场检获气枪和“电子设备”。他们补充道，袭击者是伊斯兰国印尼分支成员，和伊斯兰国杜迈分支有联系。